# Morten Brørs
Morten Brørs (* 28. Juli 1973) ist ein ehemaliger norwegischer Skilangläufer.
Brørs erreichte seine besten Resulte in Sprint-Wettbewerben. So konnte er in der Saison 1999/2000 seinen ersten Weltcuperfolg in Kitzbühel feiern und siegte in der Gesamtwertung des Sprintweltcups. Ein Jahr später erkämpfte er sich seinen zweiten und letzten Weltcuperfolg im tschechischen Nové Město na Moravě. Am Ende der Saison belegte er Rang vier in der Sprintweltcup-Gesamtwertung.
Nach der Saison 2003/04 beendete Brørs seine aktive Karriere.

## Erfolge

### Norwegische Meisterschaften
- 1997: Bronze mit der Staffel

### Weltcupsiege im Einzel
| Nr. | Datum             | Ort        | Disziplin       |
| --- | ----------------- | ---------- | --------------- |
| 1.  | 29. Dezember 1999 | Kitzbühel  | Sprint Freistil |
| 2.  | 4. Februar 2001   | Nové Město | Sprint Freistil |

### Siege bei Continental-Cup-Rennen
| Nr. | Datum             | Ort     | Disziplin      | Serie           |
| --- | ----------------- | ------- | -------------- | --------------- |
| 1.  | 13. Dezember 1997 | Meråker | 10 km Freistil | Continental Cup |
| 2.  | 9. Januar 2000    | Nybygda | 15 km Freistil | Continental Cup |
| 3.  | 20. Februar 2000  | Vantaa  | 30 km Freistil | Continental Cup |

### Weltcup-Gesamtplatzierungen
| Saison    | Gesamt | Gesamt | Langdistanz | Langdistanz | Sprint | Sprint |
| Saison    | Punkte | Platz  | Punkte      | Platz       | Punkte | Platz  |
| --------- | ------ | ------ | ----------- | ----------- | ------ | ------ |
| 1998/99   | 9      | 89.    | -           | -           | 73     | 32.    |
| 1999/2000 | 353    | 11.    | 4           | 71.         | 349    | 1.     |
| 2000/01   | 238    | 21.    | –           | –           | 214    | 4.     |
| 2001/02   | 126    | 39.    | –           | –           | 129    | 12.    |
| 2002/03   | 12     | 104.   | –           | –           | 12     | 52.    |